# Eburodacrys catarina
Eburodacrys catarina es una especie de escarabajo longicornio del género Eburodacrys, tribu Eburiini, subfamilia Cerambycinae. Fue descrita científicamente por Galileo & Martins en 1992.

## Descripción
Mide 11,2-17,8 milímetros de longitud.

## Distribución
Se distribuye por Brasil.